# Refosco dal peduncolo rosso
Le Refosco dal peduncolo rosso est un cépage italien de raisins noirs.

## Origine et répartition géographique
Le cépage Refosco dal peduncolo rosso provient du nord-est de l’Italie.
Il est classé cépage d'appoint en DOC Carso, Colli Orientali del Friuli, Friuli Annia, Friuli Aquileia, Friuli Grave, Friuli Isonzo, Friuli Latisana et Lison Pramaggiore.
Il est classé recommandé dans les provinces de Venise, en Vénétie, et de Gorizia, Pordenone, Trieste et Udine dans la région du Frioul-Vénétie Julienne.
Il est classé autorisé dans les provinces de Trévise et Padoue en Vénétie et dans la région Sardaigne. En 1998, il couvrait une superficie de 566 ha.
Il ne faut pas le confondre avec la Mondeuse, cépage noir aussi appelé Refosco.

## Caractères ampélographiques
- Extrémité du jeune rameau duveteux blanc.
- Jeunes feuilles aranéeuses vertes à plages bronzées.
- Feuilles adultes, à 5 lobes avec des sinus supérieurs en V ouvert, moyennement profonds, à fonds aigus, un sinus pétiolaire en lyre plus ou moins ouvert, des dents anguleuses, moyennes, en deux séries, un limbe duveteux.

## Aptitudes culturales
La maturité est de deuxième époque : 10 jours après le chasselas.

## Potentiel technologique
Les grappes et les baies sont de taille moyenne à grandes. La grappe est conique.

## Synonymes
Le refosco dal peduncolo rosso est connu sous les noms de teran crvene et teran peteljice